# Diecimila anni

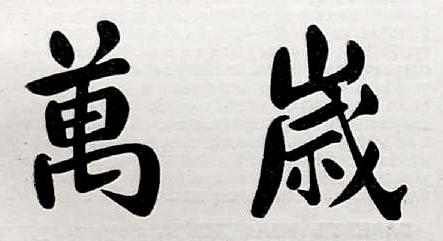
"Diecimila anni" in cinese tradizionale

La locuzione Diecimila anni è una esclamazione comune in numerose lingue e culture dell'Estremo Oriente, nata in Cina e poi diffusasi nei paesi limitrofi. Originariamente usata come un augurio di "lunga vita" rivolto all'Imperatore, oggi è volta ad esprimere genericamente gioia, incoraggiamento o entusiasmo. 
In occidente è principalmente noto nella forma giapponese banzai (万歳?), ma trae la sua origine dall'antica espressione cinese wànsuì (Cinese tradizionale: 萬歲; Cinese semplificato: 万岁; Pinyin: wànsuì). La stessa espressione è utilizzata in Corea, dove viene pronunciato manse (Hangŭl: 만세; Hanja: 萬歲) ed in Vietnam, nella forma sino-vietnamita vạn tuế o in quella nativa muôn năm.
Il suo significato può essere reso in italiano come "Lunga vita!" o "Che [soggetto] possa vivere a lungo!", essendo il numero diecimila usato in Cina per esprimere una generica quantità enorme, infinita. 

## In Cina

### Storia
L'espressione cinese wànsuì ha radici molto antiche, ed era in origine un generico augurio di lunga vita e buona salute. Fu solo durante la Dinastia Tang (618 – 907) che iniziò ad essere utilizzata esclusivamente per rivolgersi all'Imperatore, come un augurio alla lunga durata della sua vita e del suo regno. Ben presto, venire salutati in questo modo divenne prerogativa esclusiva del regnante: durante la Dinastia Ming, rivolgere questo augurio ad altri che non l'Imperatore in persona era considerato un atto sedizioso.
Nel tardo impero, non mancarono comunque funzionari e cortigiani, come il potente eunuco Wei Zhongxian, che aggirarono questa proibizione facendosi salutare con la frase "jiǔ qiān suì" (Cinese tradizionale: 九千歲; letteralmente novemila anni) ribadendo così la loro posizione privilegiata, pur se inferiore a quella dell'Imperatore. Alle imperatrici, invece, veniva tradizionalmente rivolto il saluto "mille anni" (Cinese tradizionale: 千歲; Cinese semplificato: 千岁) invece che "diecimila", con l'importante eccezione dell'imperatrice vedova Cixi, che fu l'effettiva reggente della Cina dal 1861 al 1908, e alla quale veniva tributato il formale "Diecimila anni".

### Utilizzo moderno
Dopo la Rivoluzione culturale, il saluto imperiale venne spesso tributato a Mao Zedong, e l'espressione "Máo Zhǔxí wànsuì!" (Cinese tradizionale: 毛主席萬歲; Cinese semplificato: 毛主席万岁; letteralmente "Il presidente Mao [possa vivere per] diecimila anni!") divenne comune.
 Sulla Porta Tiananmen, a Pechino, campeggiano invece le scritte "Zhōnghuá Rénmín Gònghéguó wànsuì" (Cinese tradizionale: 中華人民共和國萬歲; Cinese semplificato: 中华人民共和国万岁; letteralmente "La Repubblica Popolare Cinese [durerà per] diecimila anni") e "Shìjiè rénmín dàtuánjié wànsuì"(Cinese tradizionale: 世界人民大團結萬歲; Cinese semplificato: 世界人民大团结万岁; letteralmente "La Grande Unità della popolazione mondiale [durerà per] diecimila anni").
A partire dagli anni ottanta, la locuzione wànsuì cessò di essere utilizzata formalmente, sia dagli organi del Partito Comunista Cinese che dai mezzi di comunicazione. Oggi viene utilizzata solo sporadicamente, in occasioni informali, come generica espressione di gioia o entusiasmo. Ad esempio, durante il campionato mondiale di calcio 2006, Huang Jianxiang di CCTV, nella sua nota telecronaca dove manifestò il suo entusiasmo per la vittoria dell'Italia contro l'Australia, esclamò "Yìdàlì wànsuì" (Cinese tradizionale: 義大利萬歲; Cinese semplificato: 意大利万岁), letteralmente "Diecimila anni Italia!", attirando le critiche della tv di stato.
Il termine "manse" era utilizzato in Corea del Nord per augurare "Lunga vita" al Caro Leader Kim Jong-il, capo indiscusso di Pyongyang.

## In Giappone
In Giappone il termine cinese venne introdotto durante l'ottavo secolo come banzei (Kana: ばんぜい), e iniziò ad essere usato per salutare l'Imperatore nipponico alla stregua di quanto avveniva nel Continente.
L'espressione tornò in auge durante la Restaurazione Meiji (XIX secolo) nella forma banzai (Kana: ばんざい) -ancora oggi usata - allorché venne urlata dagli studenti universitari per salutare la promulgazione della Costituzione nel 1889. 
Durante la seconda guerra mondiale, il grido Banzai! venne utilizzato come un urlo di guerra dai soldati giapponesi, tanto dalla fanteria (quando caricava i nemici con fucili o addirittura spade) quanto dai piloti (durante gli attacchi Kamikaze prima di precipitare con i loro aeroplani contro le navi alleate). Questi ultimi attacchi divennero noti presso le truppe statunitensi come "banzai charge" o "banzai attack", ed è in questo contesto che la parola "Banzai" è prevalentemente conosciuta in Occidente ancora oggi.

## Riferimenti in opere occidentali
L'opportunità forse più frequente di ascoltare oggi la locuzione "Diecimila anni" nel mondo occidentale si ha assistendo ad una rappresentazione dell'opera lirica Turandot, musicata da Giacomo Puccini e rimasta incompiuta a causa della sua morte avvenuta nel 1924. Nel secondo atto, quadro secondo, la folla acclama infatti più volte "Diecimila anni al nostro Imperatore!".